# Julia Jentsch
Julia Jentsch (født 20. februar 1978 i Berlin) er en tysk skuespillerinde. Hun modtog i 2005, prisen Silberner Bär, for sin rolle som Sophie Scholl i filmen Sophie Scholl - De sidste dage.

## Filmografi
- Zornige Küsse (1999)
- Dr. Sommerfeld – Neues vom Bülowbogen (2001)
- Julietta (2001)
- Die Verbrechen des Professor Capellari  (2001)
- Mein Bruder, der Vampir (2001)
- Die Erpressung – Ein teuflischer Pakt (2001)
- Und die Braut wusste von nichts (2002)
- Bloch (2003)
- Tatort (2004)
- Die fetten Jahre sind vorbei (2004)
- Der Untergang (2004)
- Schneeland (2005)
- Sophie Scholl - De sidste dage (2005)
- Kronprinz Rudolfs letzte Liebe (2006)
- Ich habe den englischen König bedient (2006)
- Frühstück mit einer Unbekannten (2007)
- 33 Szenen aus dem Leben (2008)
- Effi Briest (2009)
- Tannöd (2009)
- Hier kommt Lola! (2010)